# Leptolabis
Leptolabis är ett släkte av svampdjur. Leptolabis ingår i familjen Coelosphaeridae.
Släktet innehåller bara arten Leptolabis pustula.